# Brockenbahn

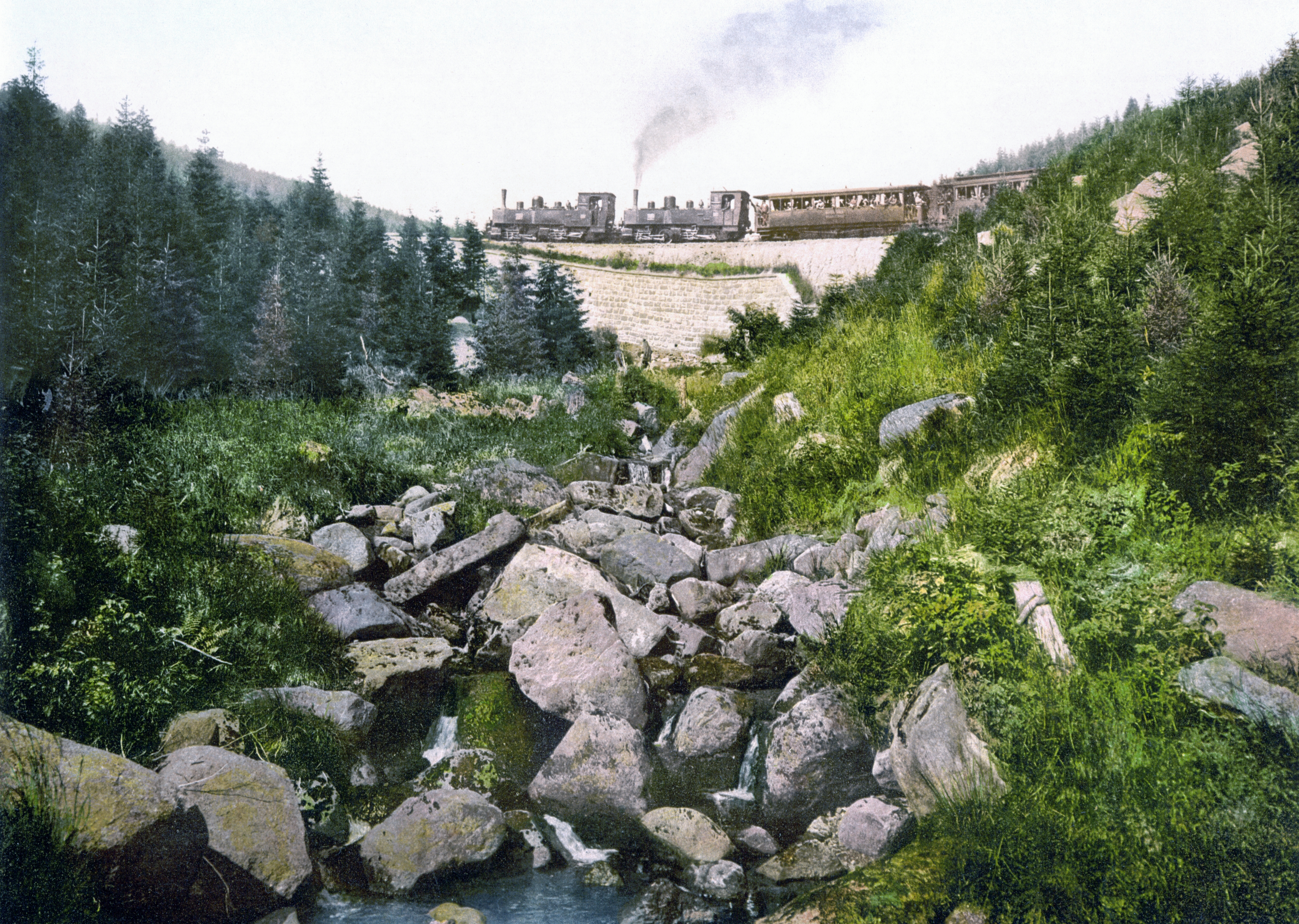
De Brockenbahn rond 1900

De Brockenbahn is een 19 km lange smalspoorlijn van de Harzer Schmalspurbahnen (HSB), in het Harzgebergte. Het traject loopt van Drei Annen Hohne, via Schierke naar de hoogste berg van Noord-Duitsland, de Brocken (1141 meter boven de zeespiegel). De lijn wordt vooral gebruikt door toeristen.

## Geschiedenis
Vanaf 1869 kwamen er plannen om een smalspoorlijn te bouwen naar de Brocken. Het eerste plan werd afgekeurd. Een nieuw verzoek voor de bouw van de lijn kwam in 1895. Op 30 mei 1896 werd met de bouw van de lijn begonnen. Op 20 juni 1898 werd het eerste stuk tussen Drei Annen Hohne en Schierke geopend. Een jaar later werd op 27 maart 1899 het traject tussen Schierke en de Brocken geopend.
Het bedrijf Nordhausen-Wernigeroder Eisenbahn-Gesellschaft (NWE) exploiteerde de spoorlijn vanaf de opening tot 1948. Toen ging de NWE op in de Vereinigung Volkseigener Betriebe (VVB). Op 11 april 1949 werd de VVB overgenomen door de Deutsche Reichsbahn (DR).
Het traject naar de Brocken werd na het begin van de bouw van de Berlijnse Muur op 13 augustus 1961 voor het publiek gesloten. Alleen het plaatsje Schierke kon daarna nog met een speciaal vervoerbewijs worden bereikt. Het traject naar de Brocken werd vanaf 1961 alleen nog gebruikt om goederen zoals kolen, olie en bouwmateriaal voor de grenstroepen te vervoeren. Ook soldaten van de DDR en de Sovjet-Unie maakten gebruik van de lijn om naar hun posities op de berg te reizen.
Na de Duitse hereniging in 1990 was het onzeker of de Brockenbahn opnieuw in gebruik zou worden genomen voor reizigersverkeer. Na aandrang van stoomtreinliefhebbers en de politiek kreeg de Brockenbahn een nieuwe kans. Na renovatie werd de smalspoorlijn op 15 september 1991 met twee stoomlocomotieven (de 99 5903 en de 99 6001) heropend.
Sinds de privatisering exploiteert de Harzer Schmalspurbahnen (HSB) met ingang van 1 februari 1993 de Brockenbahn, de Harzquerbahn en de Selketalbahn.

## Treinverkeer
Vanuit Drei Annen Hohne rijden er treinen met stoom- of diesellocomotief naar de Brocken, met op de heenweg een tien minuten lange tussenstop in Schierke. Hier wordt door de stoomlocomotief extra water ingenomen om de bergtocht naar de Brocken te kunnen volbrengen. Op de terugweg stopt de trein ongeveer drie minuten in Schierke. In de dienstregeling heeft de Brockenbahn het lijnnummer 325. De snelste trein kan in 49 minuten de top van de Brocken bereiken.